# Tacquet (Mondkrater)
Tacquet ist ein Einschlagkrater auf der Mondvorderseite in der Ebene des Mare Serenitatis, östlich des Kraters Menelaus und westlich von Plinius, am östlichen Ende des Rillensystems der Rimae Menelaus.
Der Krater ist schalenförmig und kaum erodiert.
| Buchstabe | Position           | Durchmesser | Link |
| --------- | ------------------ | ----------- | ---- |
| B         | 15,94° N, 20,09° O | 15 km       |      |
| C         | 13,45° N, 21,08° O | 5 km        |      |

Der Krater wurde 1935 von der IAU nach dem flämischen Mathematiker André Tacquet offiziell benannt.